# كلوي بريدجز
كلوي بريدجز (بالإنجليزية: Chloe Bridges)‏ هي مغنية وممثلة أمريكية، ولدت في 27 ديسمبر 1991 في الولايات المتحدة.

## أعمال

### أفلام
- (2010)  الحفل الختامي[4]
- (2015) الفتيات الأخيرات

### مسلسلات
- الفتاة الجديدة
- الكاذبات الصغيرات الجميلات

## وصلات خارجية
- كلوي بريدجز على موقع IMDb (الإنجليزية)
- كلوي بريدجز على موقع روتن توميتوز (الإنجليزية)
- كلوي بريدجز على موقع ألو سيني (الفرنسية)
- كلوي بريدجز على موقع ميوزك برينز (الإنجليزية)
- كلوي بريدجز على موقع أول موفي (الإنجليزية)
- كلوي بريدجز على موقع قاعدة بيانات الفيلم (الإنجليزية)
- كلوي بريدجز على موقع كينوبويسك (الروسية)